# Jules Halbert
Jules Halbert SM (ur. 7 lutego 1886 w Le Landreau, zm. 4 lutego 1955) – francuski duchowny rzymskokatolicki, marysta, misjonarz, wikariusz apostolski Nowych Hebrydów.

## Biografia
Jules Halbert urodził się 7 lutego 1886 w Le Landreau we Francji. 29 czerwca 1911 otrzymał święcenia prezbiteratu. 3 października 1937 asystował przy sakrze wikariusza apostolskiego Nowej Kaledonii Edoardo Bressona SM.
11 lipca 1939 papież Pius XII mianował go wikariuszem apostolskim Nowych Hebrydów oraz biskupem tytularnym Archelaïsu. 10 grudnia 1939 przyjął sakrę biskupią z rąk wikariusza apostolskiego Nowej Kaledonii Edoardo Bressona SM.
W grudniu 1954 zrezygnował z katedry. Zmarł 4 lutego 1955.